# Dane Watts
Anthony Dane Watts (Warrensburg, 20 april 1986) is een Amerikaans voormalig basketballer.

## Carrière
Watts speelde collegebasketbal voor de Creighton Bluejays van 2004 tot 2008. Hij tekende zijn eerste profcontract bij de Duitse eersteklasser Riesen Ludwigsburg. Na een seizoen verliet hij de club voor reeksgenoot Tigers Tübingen. Waar hij bijna twee seizoenen speelde, in 2011 speelde hij de rest van het seizoen uit bij het Franse Hyères-Toulon Var Basket als vervanger van Damir Krupalija. Van 2011 tot 2013 speelde hij voor de Duitse eersteklasser ratiopharm ulm maar zag in zijn laatste seizoen voor de club zich uitvallen met een blessure waardoor hij het einde van het seizoen miste.
In januari 2014 tekende hij opnieuw in Duitsland ditmaal bij Skyliners Frankfurt. Voor het seizoen 2014/15 tekende hij bij Baloncesto Sevilla in de Spaanse eerste klasse. Hij speelde het seizoen uit bij de Belgische eersteklasser Limburg United. In het seizoen 2015/16 speelde hij voor de Oostenrijkse eersteklasser Güssing Knights. Van 2016 tot 2018 speelde hij nog voor Oettinger Rockets eerst in de Duitse tweede klasse en na promotie ook nog in de Duitse hoogste klasse.